# María Rivier
María Rivier (Montpezat-sous-Bauzon, 20 de diciembre de 1768 – Thueyts, 3 de febrero de 1838) fue una religiosa francesa que fundó la congregación de la Presentación de María. Fue beatificada en 1982 por el papa Juan Pablo II y canonizada por Francisco el 15 de mayo de 2022.

## Biografía
María Rivier, nació el 19 de diciembre de 1768 en Montpezat-sous-Bauzon, una aldea situada en Ardèche, en el sur de Francia. A finales de abril de 1770, María, con 2 años, cae de la cama de sus padres y se rompe la cadera. Su madre, la señora Rivier, mujer de gran fe, lleva a su hija todos los días ante la imagen de Nuestra Señora de la Piedad y la niña, que ve rezar a su madre, adquiere pronto una certeza indestructible de que la Santísima Virgen la curará. A los pies de la pietá, María contempla ese misterio de amor apasionado que siente una madre por su hijo, esta escena se le graba en su corazón. 
El 8 de septiembre de 1774, María Rivier empieza de repente a andar. Esos cuatro años de rezos ante la Virgen marcan de por vida a María Rivier.
A los 18 años, María Rivier se consagra a la evangelización y al cuidado de los pobres. Abre una escuela en pleno periodo de El Terror, cuando los sacerdotes eran perseguidos y todo acto religioso era considerado sospechoso. María Rivier de manera precavida organiza en secreto las asambleas y las oraciones del domingo. En 1794 marcha a Thueyts junto a cuatro jóvenes más, guiadas por el Evangelio y por su amor por la Virgen y Jesucristo. 
En un momento en que todos los conventos cierran, María Rivier abre el suyo. El 21 de noviembre de 1796, fiesta de la Presentación de María en el Templo, María y sus cuatro compañeras se consagran a Dios. La nueva comunidad vive en la indigencia más completa, a pesar de ello, las hermanas de la Presentación de María aumentan.
Para María Rivier y sus hermanas, la educación cristiana de la juventud es y será siempre una prioridad. Sin embargo la educación de la fe se extiende también a los adultos. Los pobres son su principal preocupación. Nada la frena en su ardor apostólico, que se expresa con un fervor que va directo al corazón. El amor y una fuerza interior mueven a María Rivier, ¡O dar a conocer a Jesucristo o morir! 
Finalmente, María Rivier fallece el 3 de febrero de 1838 en Thueyts. 144 años después, el 23 de mayo de 1982, el papa Juan Pablo II la beatifica. Fue canonizada por el papa Francisco el 15 de mayo de 2022.

## Legado
Las hermanas que han formado la congregación de la Presentación de María, se han extendido por el mundo, y actualmente, cuentan en 20 países y cuentan con 141 casas, entre las que se encuentran, varios colegios. 

## Ceremonia de Beatificación
Juan Pablo II beatificó a Ana María Rivier el 23 de mayo de 1982, junto a 2 mujeres y 2 hombres más. El papa Juan Pablo II proclamó:
- Mira la beata María Rivier que Pío IX ya estaba llamando a la "mujer apóstol". De hecho, es su apostolado ardiente golpear todos sus contemporáneos, durante y después de la Revolución Francesa. Fascinado desde la infancia la idea de educar a los pequeños, para enseñarles como "madrecita" amar a Dios, mucho más tarde fundó las Hermanas de la Presentación, específicamente para educar a los jóvenes a vivir en la fe , favoreciendo a los huérfanos pobres, los abandonados o ignorar a Dios. No sólo permite atender a las niñas, pero ella quiere "para formar buenas madres", convencido de la función evangelizadora de las familias y la importancia de la iniciación religiosa en la primera infancia: "La vida es en su totalidad en el primer impresiones ", dijo. Podría ser considerado como un "mes del timbre de innumerables almas." ¿Y por qué ella no escatimó significa muchas escuelas del pueblo, las misiones, los retiros que se predica, se reunieron desde el domingo ...
- ¿Cuál fue el secreto de celo de María Rivier? Siempre fue golpeada por su audacia, su tenacidad, su alegría expansiva, el coraje, listos para llenar un millar de vidas. " Muchos de los problemas aún no han sido disuadir a: la debilidad de su infancia hasta su recuperación de un día de celebración de la Virgen, la falta de crecimiento físico, la salud siguen siendo pobres durante los setenta años de su vida La pobreza de la ignorancia religiosa que le rodeaba. Pero su vida demuestra el poder de la fe en un alma simple y recto, que se entrega totalmente a la gracia de su bautismo. Se tiene que construir a Dios, purificado por la cruz. Ella oró intensamente y María, con ella, ella se presenta ante Dios en un estado de culto y la ofrenda. Su espiritualidad es firme y claramente apostólica teológica: "Nuestra vocación es Jesucristo", él debe llenar su mente para lograr su reinado, especialmente en las almas de los jóvenes.

## Fundaciones internacionales
- Siglo XVIII
  - 1796 Fundación de la congregación
  - 1797 Primera casa madre
- Siglo XIX
  - 1841 Fundación en Suiza, en Lausana
  - 1853 Fundación en Canadá
  - 1873 Fundación en EE. UU.
  - 1896 Fundación en Inglaterra
  - 1902 Fundación en España, Peñarroya-Pueblonuevo
  - 1804 Fundación en Italia
- Siglo XX
  - 1925 Fundación en Portugal-Madeira
  - 1938 Fundación en Portugal
  - 1941 Fundación en Mozambique
  - 1948 Fundación en Japón
  - 1950 Fundación en Filipinas
  - 1952 Fundación en Senegal
  - 1963 Fundación en Perú
  - 1967 Fundación en Italia, Castelgandolfo
  - 1976 Fundación en Alemania
  - 1980 Fundación en Brasil
  - 1989 Fundación en Camerún
  - 1997 Fundación en Ecuador
- Siglo XXI
  - 2005 Fundación en Indonesia
  - 2008 Fundación en Burkina Faso

## Frases de María Rivier
- "Virgen Santa, cúrame."
- "Mi bolsa son los pobres."
- "Juntémonos. Seamos santos, apóstoles, verdaderos discípulos de Jesús." solo son ramos.
- "Mientras haya un rincón en la tierra donde Jesucristo no sea conocido y amado, no descansaré."
- "Me gustaría tener mil cuerpos para poder ir a trabajar y dar a conocer a Cristo."
- "Dios me ha dado una fe inquebrantable, y la esperanza más firme en la oración."
- "Caminad siempre con María con una confianza sin límite."
- "Virgen Santa, guarda tu casa."
- "El espíritu de caridad debe ser el espíritu de comunidad."
- "Os recomiendo a los pobres, no los descuidéis."
- "Soportaos los unos a los otros y no hagáis sufrir a nadie."
- "Os dejo en herencia el espíritu de oración."
- "Sed un evangelio abierto donde se pueda leer a Jesucristo."
- "¡O dar a conocer a Jesucristo, o morir!"
- "Todas vuestras acciones deben ser un catecismo perpetuo."
- "Busca el consuelo al pie de la cruz."
- "Dirígete a Dios como un padre amoroso."
- "Si te desvías de la humildad te desvías del camino del cielo."
- "Poned cada día a vuestros alumnos bajo la protección de María."
- "La humildad es la llave del corazón de Jesús."
- "Jesucristo es nuestra luz."
- "Sed totalmente de Jesucristo."
- "Nuestra conducta y nuestras acciones deben mostrar a Jesucristo."
- "Mis hijas cruzaran los mares."
- "Si no quieren catequesis, no tendrán escuelas."